# Casa del Torello

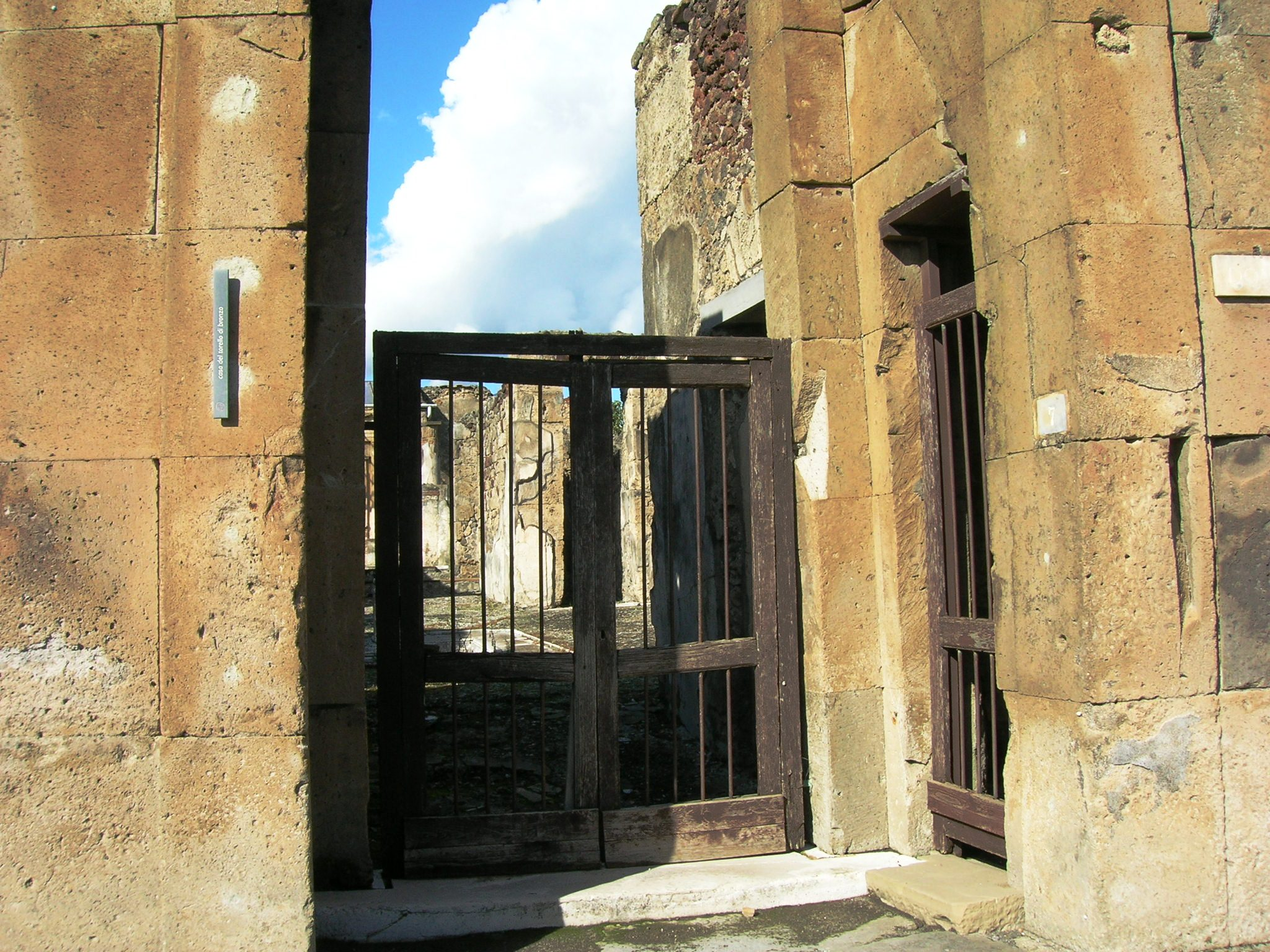
Der Eingang zur Casa del Torello

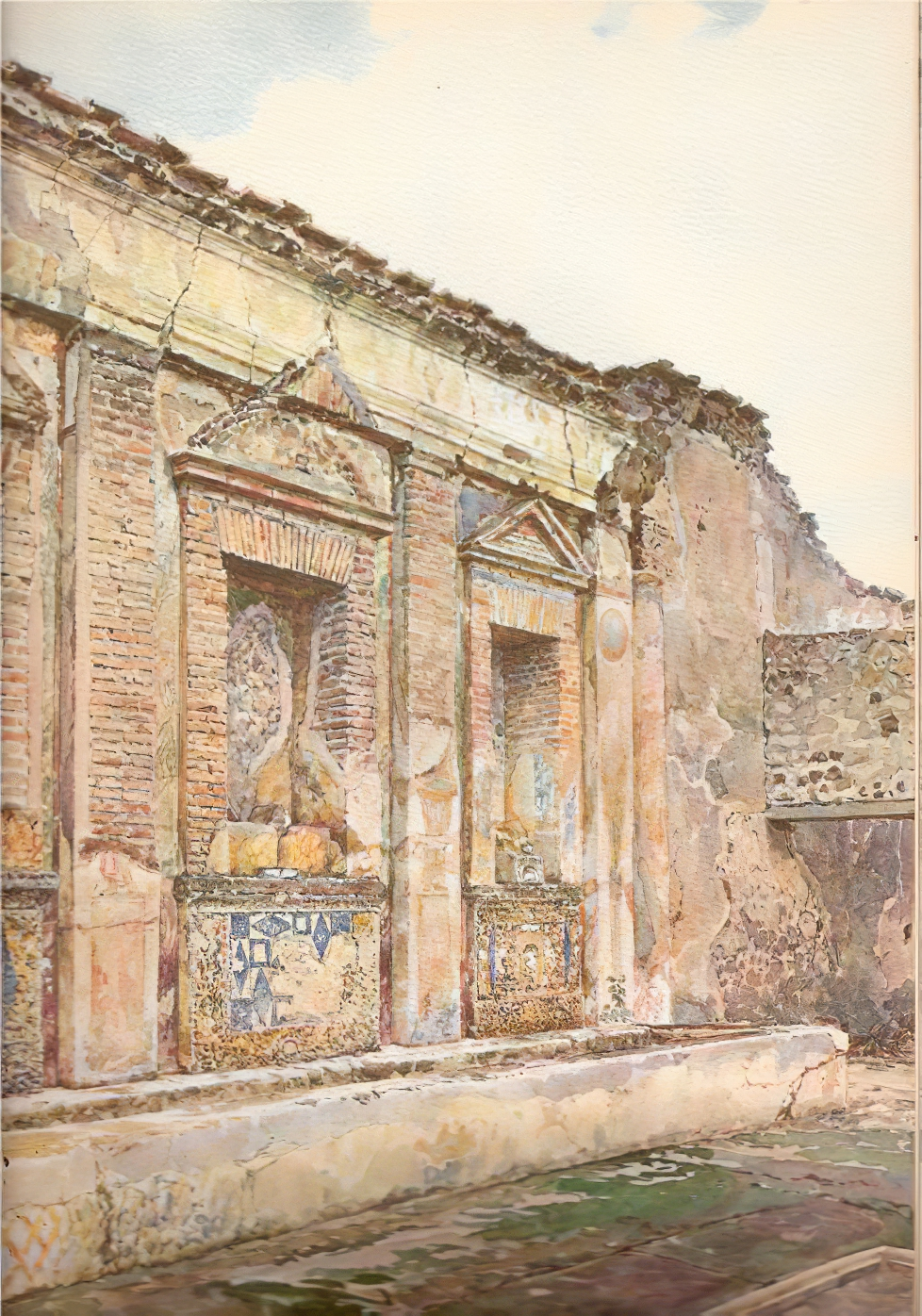
Blick auf das Nymphäum

Bei der Casa del Torello (Haus des jungen Stieres, auch Casa del Toro) handelt es sich um ein großes, reich ausgestattetes Wohnhaus einer wohlhabenden Familie in Pompeji (V.1.7). Das Haus wurde zum Teil 1836 und dann 1875 vollständig ausgegraben. Es weist einige architektonische Besonderheiten auf. Seinen modernen Namen erhielt es aufgrund des Funds einer Bronzestatuette eines Stieres, die sich heute in Neapel befindet.

## Beschreibung
Das Haus hat eine Fassade aus Nocera-Tuff, deren Portal mit figürlichen Kapitellen geschmückt war. Vom Eingang gelangt man in das Atrium, das ein marmorverkleidetes Impluvium besitzt. Hier fand sich die Bronzestatuette eines Stieres, die sich heute im Archäologischen Nationalmuseum Neapel (Inv.-Nr. 4890) befindet. Vor Ort befand sich lange Zeit eine Kopie der Statuette, die heute verschwunden ist. Die Figur war mit einer Bleiröhre verbunden, sodass aus deren Mund Wasser floss. Die Wände des Atriums waren einst reich mit Malereien im 2. Stil dekoriert, doch ist davon heute nichts mehr erhalten. Hier befand sich auch ein Wandgemälde mit Pygmäen, das 1949 aus der Wand geschnitten wurde und in ein Lager in ein anderes Haus gebracht wurde. In einem Seitenraum sind noch beachtliche Reste einer Stuckdekoration im 2. Stil erhalten. Im hinteren Teil des Hauses befindet sich ein Peristyl, dessen Rückwand ein Nymphäum mit drei Nischen hat.